# Carmzow-Wallmow
Carmzow-Wallmow település Németországban, azon belül Brandenburgban. Lakosainak száma 602 fő (2023. december 31.).

## Népesség
A település népességének változása:
| Lakosok száma | 814  | 736  | 678  | 616  | 606  | 596  | 602  |
|               | 1990 | 2000 | 2010 | 2020 | 2021 | 2022 | 2023 |

## Látnivalók

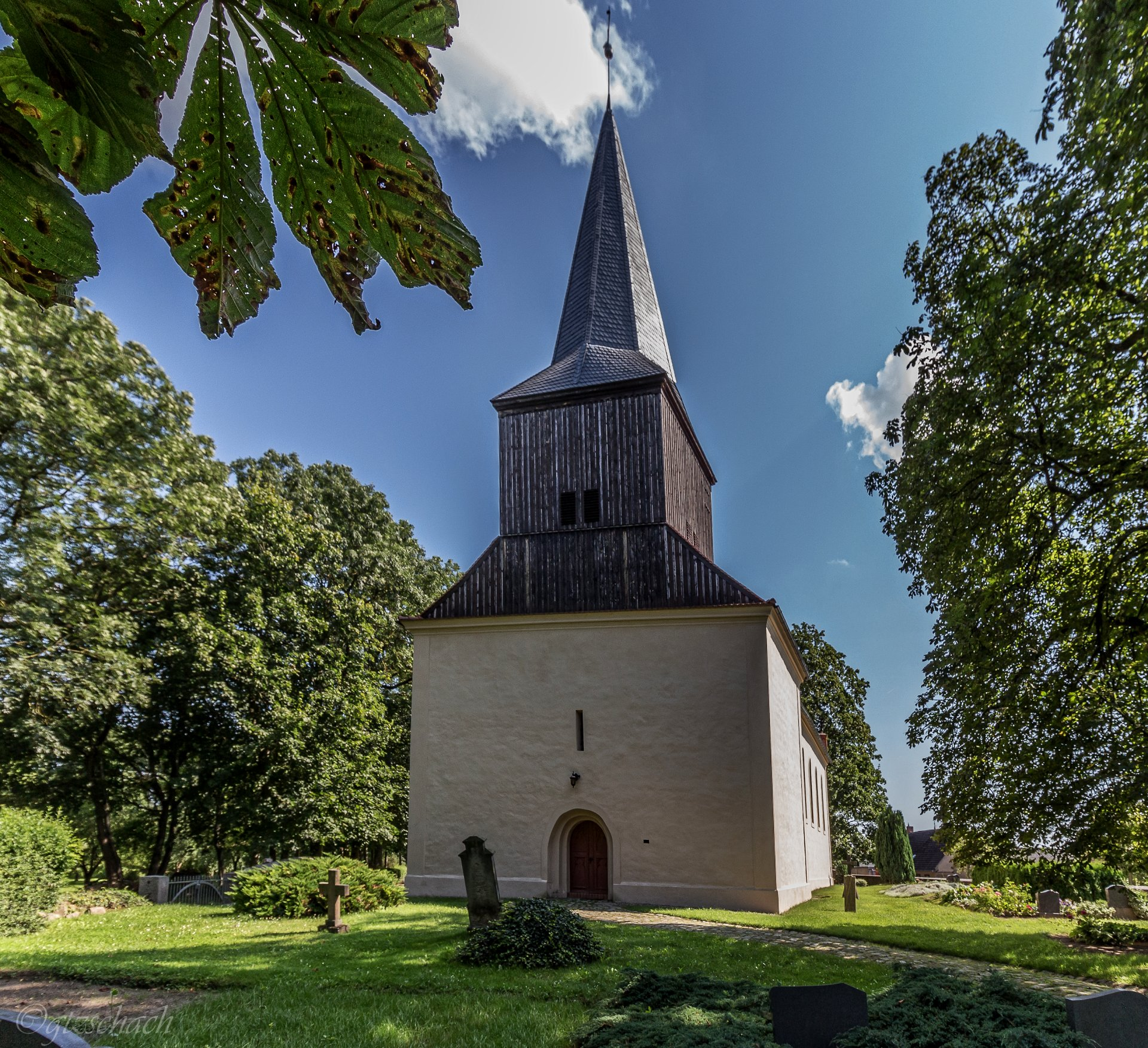
A carmzowi protestáns templom
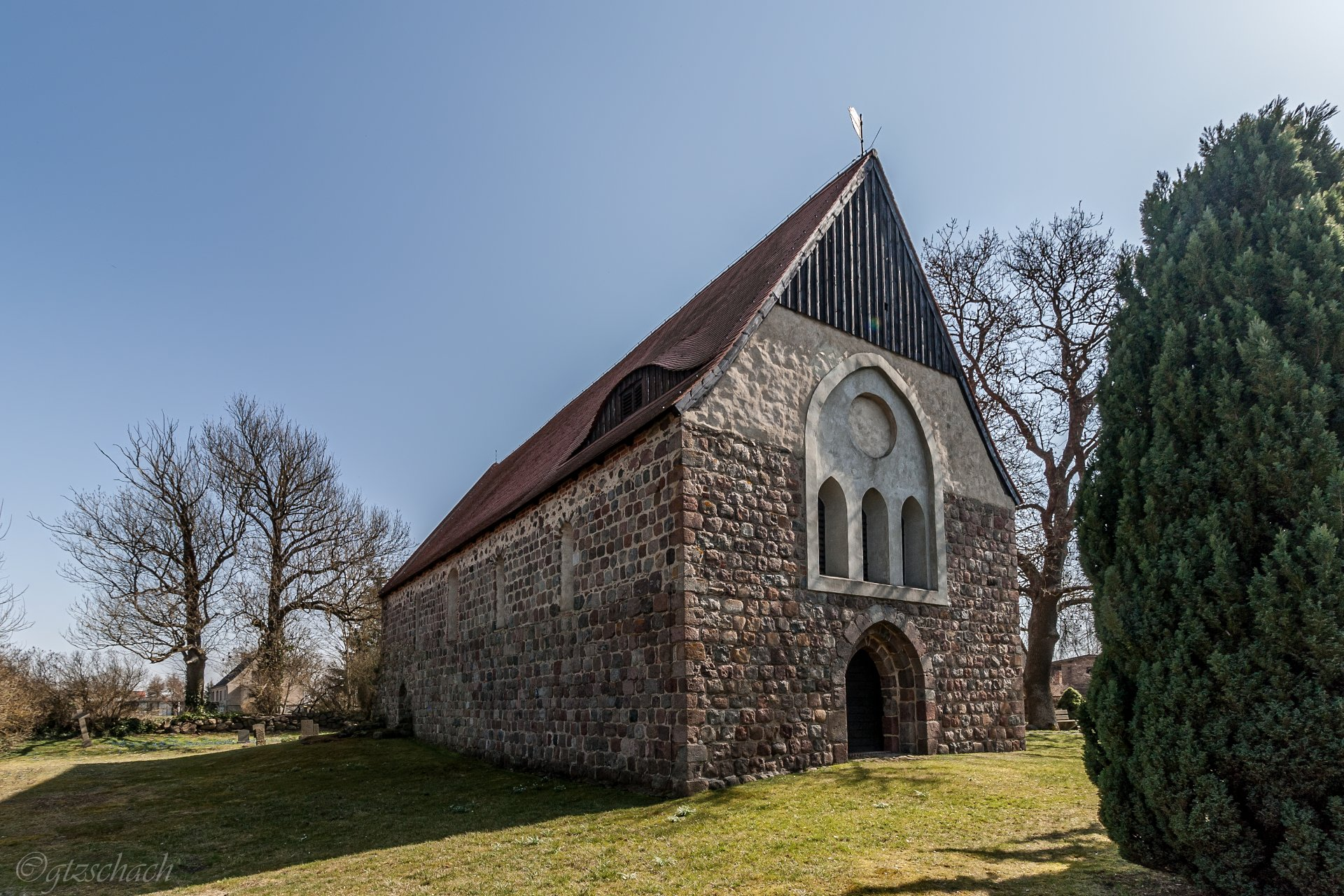
A cremzowi protestáns templom
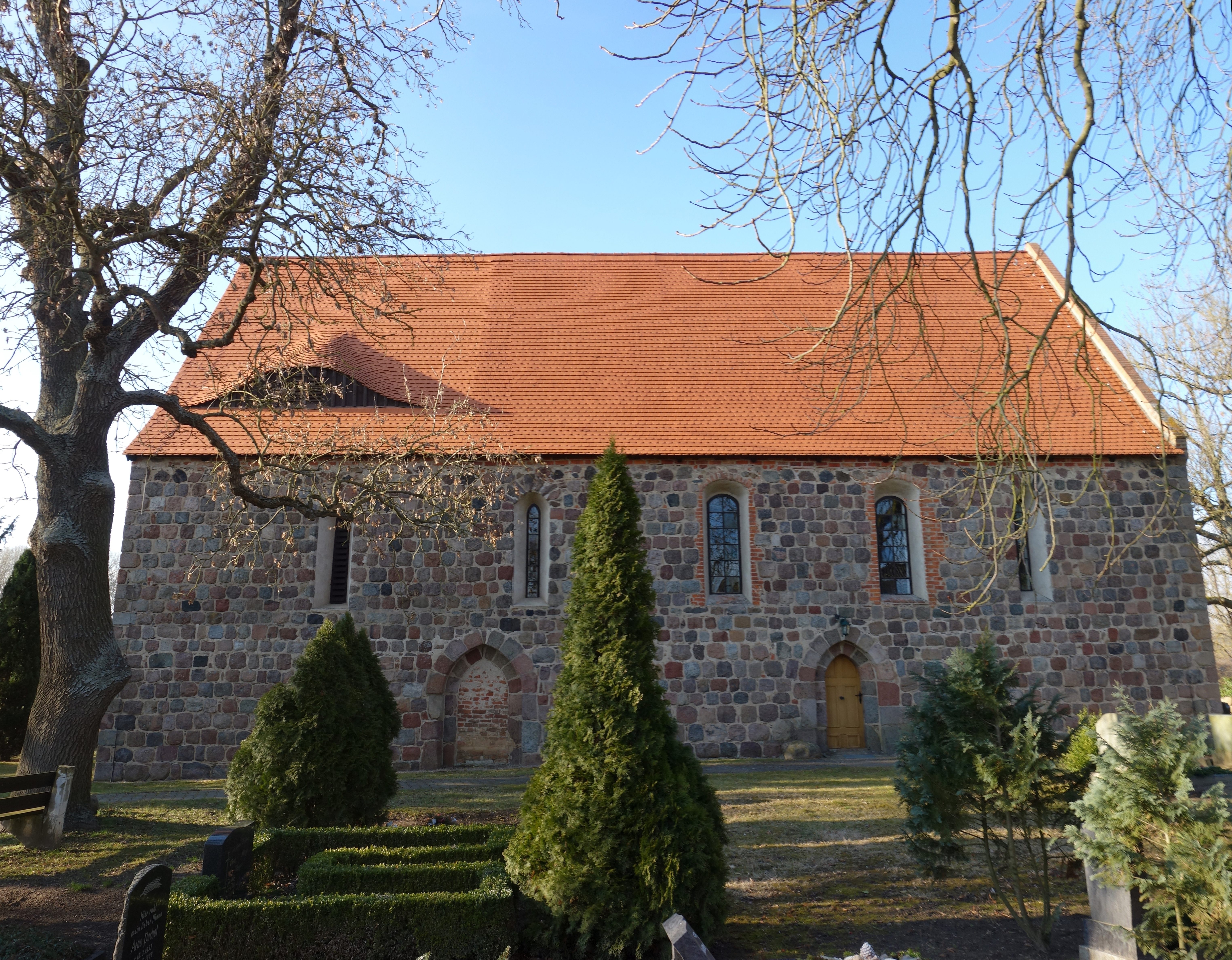
A cremzowi templom oldalról
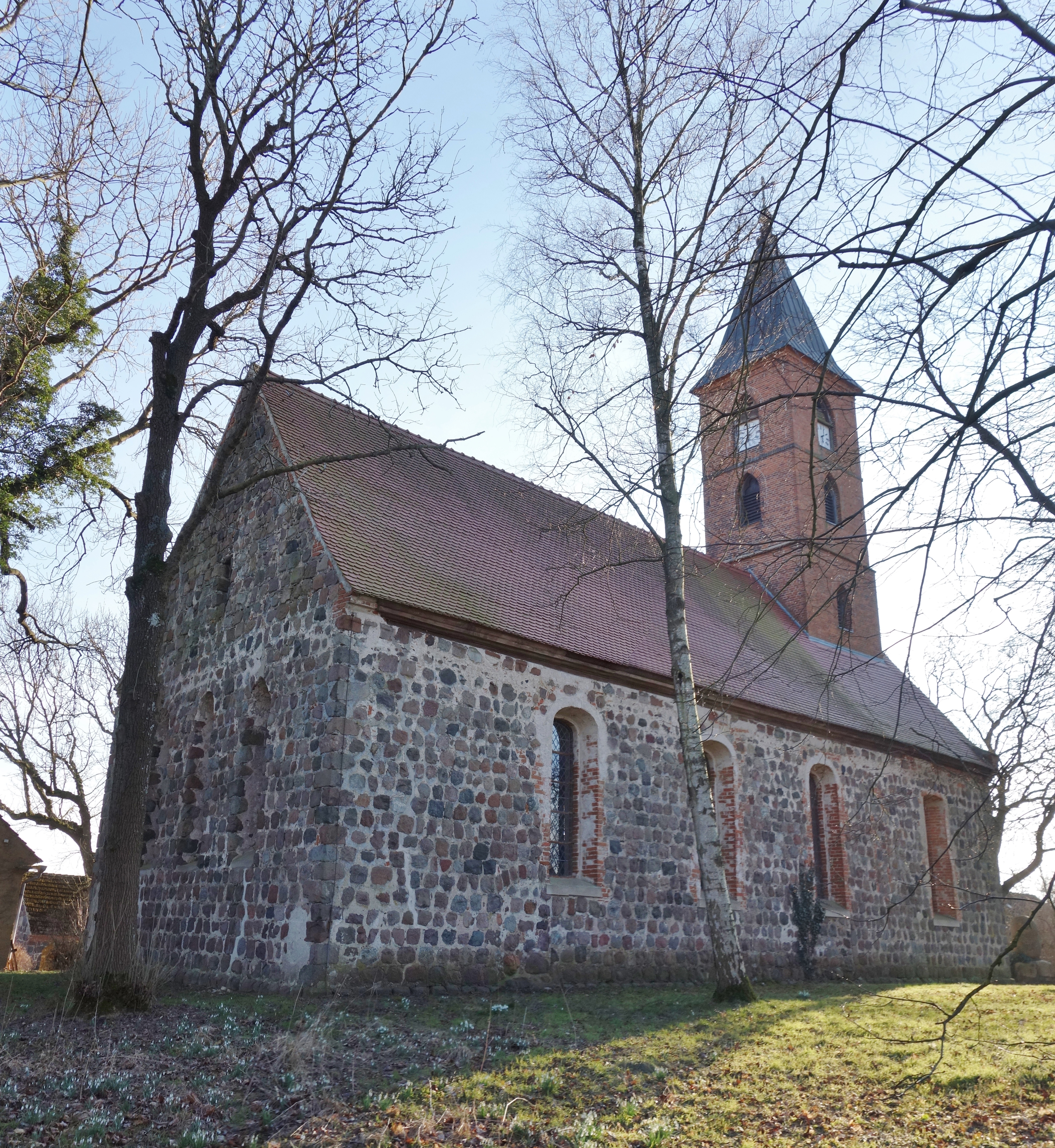
A wallmowi protestáns templom